# John Patrick (acteur)
Pour le dramaturge et scénariste américain, voir John Patrick.
John Patrick, parfois crédité John G. Patrick, est un acteur américain du cinéma muet, né à Muskegon, Michigan le 22 novembre 1896, mort à Barry, Michigan le 9 mars 1958.

## Filmographie partielle
- 1924 : La Maison des rêves (Flirting with Love) de John Francis Dillon : Dickie Harrison
- 1924 : Son dernier printemps (Sinners in Silk) de Hobart Henley : Bowers
- 1924 : Le Cygne noir (The Dark Swan) de Millard Webb : Wilfred Meadows
- 1924 : Petite Madame (So This Is Marriage?) de Hobart Henley : Augustus Sharp
- 1924 : Les Solitaires (Single Wives) de George Archainbaud : Billy Eldridge
- 1925 : La Maison de l'homme mort (A Thief in Paradise) de George Fitzmaurice : Ned Whalen
- 1925 : Les Sept Larrons en quarantaine (Seven Sinners) de Lewis Milestone : 'Handsome Joe' Hagney
- 1925 : Un homme sans conscience (The Man Without a Conscience) de James Flood : Douglas White
- 1926 : Pourvu que ça dure (The Caveman) de Lewis Milestone : 	Brewster Bradford
- 1926 : La Coupe de Miami (The Palm Beach Girl) de Erle C. Kenton : Herbert Moxon
- 1926 : Giboulées conjugales (The First Year) de Frank Borzage : Dick Loring
- 1926 : Jeux d'héritières (Ladies at Play) de Alfred E. Green : Andy
- 1926 : N'est pas bandit qui veut (The Social Highwayman) de William Beaudine : Jay Walker
- 1928 : Pour l'amour du sport (Golf Widows) de Erle C. Kenton : Billy Gladstone